# Ligue des champions de rink hockey 2024-2025
Navigation
Ligue des champions 2023-2024 Ligue des champions 2025-2026
La Ligue des champions de rink hockey 2024-2025 est la 60e édition de la plus importante compétition de clubs européens de rink hockey organisée par la World Skate Europe.
Le Sporting CP remet son titre en jeu.

## Format
Le format de cette compétition est modifié à partir de cette saison:
- Phase de qualification : 2 groupes de 4 clubs et 2 groupes de 3 clubs
- Phase de groupes : 2 groupes de 6 clubs
- Quarts de finale : 4 matchs en aller-retour
- Phase finale à 4 clubs

|                                     | Équipes qualifiées auparavant        | Équipes entrant en lice |
| ----------------------------------- | ------------------------------------ | ----------------------- |
| Phase de qualification (14 équipes) | -                                    | - 14 équipes            |
| Phase de groupes (12 équipes)       | - 4 qualifiés de la phase de qualif. | - 8 équipes             |
| Quarts de finale (8 équipes)        | - 8 qualifiés de la phase de groupes | -                       |
| Phase finale (4 équipes)            | - 4 qualifiés des quarts de finale   | -                       |

## Participants
Un total de 22 clubs participent à la compétition : 
```
- 14 clubs (au lieu de 16) pour la phase de qualification 
- 8 clubs pour la phase de groupe (+ 4 qualifiés du tour précédent)
```

(*) Le club italien de HC Forte dei Marmi (champion d'Italie) renonce à la compétition pour des problèmes économiques. En remplacement, c'est le club portugais du Riba d'Ave HC qui est promu en phase de qualification.
(*) Un autre club italien, le Amatori Lodi et un club anglais, le King’s Lynn RHC désistent de la compétition. Ce qui profite au club espagnol du HC Liceo qui passe directement en phase de groupe.
| Portugal                                                   | Espagne                               | Italie                            | France                               | Suisse           | Allemagne        | Angleterre       |
| Phase de groupes                                           | Phase de groupes                      | Phase de groupes                  | Phase de groupes                     | Phase de groupes | Phase de groupes | Phase de groupes |
| ---------------------------------------------------------- | ------------------------------------- | --------------------------------- | ------------------------------------ | ---------------- | ---------------- | ---------------- |
| FC Porto SL Benfica UD Oliveirense                         | FC Barcelone CE Noia HC Liceo*        | * GSH Trissino                    | SCRA Saint-Omer                      |                  |                  |                  |
| Phase de qualification                                     |                                       |                                   |                                      |                  |                  |                  |
| Sporting CP SC Tomar OC Barcelos AD Valongo Riba d'Ave HC* | Reus Deportiu CP Calafell CP Voltregà | Follonica Hockey Hockey Sarzana * | LV La Roche-sur-Yon HC Dinan-Quévert | RHC Diessbach    | SKG Herringen    | *                |

## Phase de qualification
Le tirage au sort a lieu le 8 aout 2024.
Le premier de chaque groupe se qualifie pour la phase de groupes. Les rencontres ont lieu du 1er au 3 novembre 2024.
Un club par groupe est désigné pays hôte H.

### Groupe Q1
| Rang | Équipe           | Pts | J | G | N | P | Bp | Bc | Diff |  | Résultats        |  |     |     |     |
| ---- | ---------------- | --- | - | - | - | - | -- | -- | ---- |  | ---------------- |  | --- | --- | --- |
| 1    | Reus Deportiu    | 9   | 3 | 3 | 0 | 0 | 13 | 3  | +10  |  | Reus Deportiu    |  | 4-2 | 4-1 | 5-0 |
| 2    | CP Voltregà      | 6   | 3 | 2 | 0 | 1 | 14 | 7  | +7   |  | CP Voltregà      |  |     | 4-2 | 8-1 |
| 3    | SKG Herringen H  | 3   | 3 | 1 | 0 | 2 | 5  | 9  | -4   |  | SKG Herringen H  |  |     |     | 2-1 |
| 4    | Follonica Hockey | 0   | 3 | 0 | 0 | 3 | 2  | 15 | -13  |  | Follonica Hockey |  |     |     |     |

### Groupe Q2
| Rang | Équipe                | Pts | J | G | N | P | Bp | Bc | Diff |  | Résultats             |  |     |     |
| ---- | --------------------- | --- | - | - | - | - | -- | -- | ---- |  | --------------------- |  | --- | --- |
| 1    | OC Barcelos           | 6   | 2 | 2 | 0 | 0 | 11 | 2  | +9   |  | OC Barcelos           |  | 3-2 | 8-0 |
| 2    | Sporting CP           | 3   | 2 | 1 | 0 | 1 | 10 | 6  | +4   |  | Sporting CP           |  |     | 8-3 |
| 3    | LV La Roche-sur-Yon H | 0   | 2 | 0 | 0 | 2 | 3  | 16 | -13  |  | LV La Roche-sur-Yon H |  |     |     |

### Groupe Q3
| Rang | Équipe        | Pts | J | G | N | P | Bp | Bc | Diff |  | Résultats     |  |     |     |     |
| ---- | ------------- | --- | - | - | - | - | -- | -- | ---- |  | ------------- |  | --- | --- | --- |
| 1    | AD Valongo H  | 9   | 3 | 3 | 0 | 0 | 17 | 6  | +11  |  | AD Valongo H  |  | 5-3 | 4-2 | 8-1 |
| 2    | CP Calafell   | 6   | 3 | 2 | 0 | 1 | 15 | 12 | +3   |  | CP Calafell   |  |     | 5-4 | 7-3 |
| 3    | Riba d'Ave HC | 3   | 3 | 1 | 0 | 2 | 10 | 11 | -1   |  | Riba d'Ave HC |  |     |     | 4-2 |
| 4    | RHC Diessbach | 0   | 3 | 0 | 0 | 3 | 6  | 19 | -13  |  | RHC Diessbach |  |     |     |     |

### Groupe Q4
| Rang | Équipe             | Pts | J | G | N | P | Bp | Bc | Diff |  | Résultats          |  |     |     |
| ---- | ------------------ | --- | - | - | - | - | -- | -- | ---- |  | ------------------ |  | --- | --- |
| 1    | HC Dinan-Quévert H | 6   | 2 | 2 | 0 | 0 | 9  | 5  | +4   |  | HC Dinan-Quévert H |  | 3-2 | 6-3 |
| 2    | SC Tomar           | 3   | 2 | 1 | 0 | 1 | 11 | 5  | +6   |  | SC Tomar           |  |     | 9-2 |
| 3    | Hockey Sarzana     | 0   | 2 | 0 | 0 | 2 | 5  | 15 | -10  |  | Hockey Sarzana     |  |     |     |

- Qualifiés en Phase de groupes
- Relégués en WSE Cup
- Relégués en WSE Trophy

## Phase de groupes
| [[Fichier:Europe laea location map with borders.svg\|700px\|{{#if:\|{{{alt}}}\|Ligue des champions de rink hockey 2024-2025 est dans la page Europe .]]FC Barcelone CE Noia HC Liceo Reus Deportiu GSH Trissino SCRA Saint-Omer HC Dinan-Quévert Localisation géographique des clubs participants à la phase de groupes. · Rouge: Groupe A - Vert: Groupe B | [[Fichier:Portugal location map.svg\|300px\|{{#if:\|{{{alt}}}\|Ligue des champions de rink hockey 2024-2025 est dans la page Portugal.]]OC Barcelos FC Porto UD Oliveirense AD Valongo SL Benfica Localisation géographique des clubs portugais participants à la phase de groupes. · Rouge: Groupe A - Vert: Groupe B |

### Format et tirage au sort
Le tirage au sort de la phase de groupes a lieu le 8 août 2024. Les rencontres se disputent du 21 novembre 2024 au 27 février 2025. Les quatre premiers de chaque groupe sont qualifiés pour les quarts de finale.

### Groupe A
| Rang | Équipe          | Pts | J  | G | N | P | Bp | Bc | Diff |  | Résultats       |     |     |     |     |     |     |
| ---- | --------------- | --- | -- | - | - | - | -- | -- | ---- |  | --------------- | --- | --- | --- | --- | --- | --- |
| 1    | OC Barcelos     | 20  | 10 | 5 | 5 | 0 | 32 | 18 | +14  |  | OC Barcelos     |     | 2-2 | 1-1 | 2-1 | 4-4 | 5-2 |
| 2    | CE Noia         | 17  | 10 | 5 | 2 | 3 | 32 | 26 | +6   |  | CE Noia         | 2-2 |     | 4-2 | 3-1 | 3-2 | 7-1 |
| 3    | FC Porto        | 17  | 10 | 5 | 2 | 3 | 29 | 27 | +2   |  | FC Porto        | 1-4 | 4-3 |     | 3-2 | 6-2 | 4-1 |
| 4    | Reus Deportiu   | 13  | 10 | 5 | 1 | 5 | 26 | 28 | -2   |  | Reus Deportiu   | 0-4 | 2-4 | 5-2 |     | 5-4 | 4-3 |
| 5    | FC Barcelone    | 13  | 10 | 3 | 4 | 3 | 37 | 32 | +5   |  | FC Barcelone    | 3-3 | 6-1 | 3-3 | 2-2 |     | 7-2 |
| 6    | SCRA Saint-Omer | 3   | 10 | 1 | 0 | 9 | 21 | 46 | -25  |  | SCRA Saint-Omer | 2-5 | 4-3 | 2-3 | 1-4 | 3-4 |     |

### Groupe B
| Rang | Équipe           | Pts | J  | G | N | P | Bp | Bc | Diff |  | Résultats        |     |     |     |     |     |     |
| ---- | ---------------- | --- | -- | - | - | - | -- | -- | ---- |  | ---------------- | --- | --- | --- | --- | --- | --- |
| 1    | SL Benfica       | 28  | 10 | 9 | 1 | 0 | 45 | 14 | +31  |  | SL Benfica       |     | 3-1 | 7-5 | 5-1 | 5-0 | 6-2 |
| 2    | UD Oliveirense   | 18  | 10 | 5 | 3 | 2 | 32 | 27 | +5   |  | UD Oliveirense   | 1-5 |     | 1-1 | 4-2 | 4-3 | 6-2 |
| 3    | GSH Trissino     | 17  | 10 | 5 | 2 | 3 | 39 | 34 | +5   |  | GSH Trissino     | 3-6 | 4-4 |     | 5-2 | 6-5 | 2-0 |
| 4    | HC Liceo         | 15  | 10 | 4 | 3 | 3 | 26 | 25 | +1   |  | HC Liceo         | 0-0 | 1-1 | 7-6 |     | 2-0 | 2-0 |
| 5    | AD Valongo       | 4   | 10 | 1 | 1 | 8 | 23 | 38 | -15  |  | AD Valongo       | 1-3 | 4-6 | 1-4 | 3-3 |     | 2-0 |
| 6    | HC Dinan-Quévert | 3   | 10 | 1 | 0 | 9 | 13 | 40 | -27  |  | HC Dinan-Quévert | 1-3 | 2-4 | 1-3 | 1-6 | 5-4 |     |

## Quarts de finale
Les vainqueurs sont qualifiés pour la finale à quatre qui se déroule chez l'un des vainqueurs.
Matchs aller le 27 mars 2025 - Matchs retour le 3 avril 2025 :
| Équipe        | Aller | Total              | Retour   | Équipe         |
| ------------- | ----- | ------------------ | -------- | -------------- |
| HC Liceo      | 4 - 6 | 8 - 8 ap 0 - 1 tab | 4 - 2 ap | OC Barcelos    |
| FC Porto      | 4 - 2 | 5 - 2              | 1 - 0    | UD Oliveirense |
| GSH Trissino  | 1 - 2 | 5 - 6              | 4 - 4    | CE Noia        |
| Reus Deportiu | 1 - 2 | 3 - 7              | 2 - 5    | SL Benfica     |

### Aller
| 27 mars 2025 | HC Liceo | 4 - 6 | OC Barcelos |  |  |
|              |          |       |             |  |  |
|              | Rapport  |       |             |  |  |

| 27 mars 2025 | FC Porto | 4 - 2 | UD Oliveirense |  |  |
|              |          |       |                |  |  |
|              | Rapport  |       |                |  |  |

| 27 mars 2025 | GSH Trissino | 1 - 2 | CE Noia |  |  |
|              |              |       |         |  |  |
|              | Rapport      |       |         |  |  |

| 27 mars 2025 | Reus Deportiu | 1 - 2 | SL Benfica |  |  |
|              |               |       |            |  |  |
|              | Rapport       |       |            |  |  |

### Retour
| 3 avril 2025 | OC Barcelos | 2 - 4 ap 1 - 0 tab | HC Liceo |  |  |
|              |             |                    |          |  |  |
|              | Rapport     |                    |          |  |  |

| 3 avril 2025 | UD Oliveirense | 0 - 1 | FC Porto |  |  |
|              |                |       |          |  |  |
|              | Rapport        |       |          |  |  |

| 3 avril 2025 | CE Noia | 4 - 4 | GSH Trissino |  |  |
|              |         |       |              |  |  |
|              | Rapport |       |              |  |  |

| 3 avril 2025 | SL Benfica | 5 - 2 | Reus Deportiu |  |  |
|              |            |       |               |  |  |
|              | Rapport    |       |               |  |  |

## Phase finale
La Phase finale (Final Four) se déroule dans le Centro de Desportos e Congressos à Matosinhos. Les rencontres ont lieu du 10 au 11 mai 2024.

### Tableau
|  | Demi-finales | Demi-finales | Demi-finales | Demi-finales |             |             | Finale      | Finale      | Finale      | Finale      |
|  |              |              |              |              |             |             |             |             |             |             |
|  | 10 mai 2025  | 10 mai 2025  | 10 mai 2025  | 10 mai 2025  |             |             | 11 mai 2025 | 11 mai 2025 | 11 mai 2025 | 11 mai 2025 |
|  | OC Barcelos  | OC Barcelos  | 3            | 3            |             |             | 11 mai 2025 | 11 mai 2025 | 11 mai 2025 | 11 mai 2025 |
|  | OC Barcelos  | OC Barcelos  | 3            | 3            |             |             | 11 mai 2025 | 11 mai 2025 | 11 mai 2025 | 11 mai 2025 |
|  | CE Noia      | CE Noia      | 1            | 1            |             |             | 11 mai 2025 | 11 mai 2025 | 11 mai 2025 | 11 mai 2025 |
|  | CE Noia      | CE Noia      | 1            | 1            | OC Barcelos | OC Barcelos | 1 ap(2)     | 1 ap(2)     |             |             |
|  | 10 mai 2025  |              |              |              | OC Barcelos | OC Barcelos | 1 ap(2)     | 1 ap(2)     |             |             |
|  |              |              | FC Porto     | FC Porto     | 1 tab(0)    | 1 tab(0)    |             |             |             |             |
|  | SL Benfica   | SL Benfica   | FC Porto     | FC Porto     | 1 tab(0)    | 1 tab(0)    | 2 ap        | 2 ap        |             |             |
|  | SL Benfica   | SL Benfica   |              |              |             |             |             | 2 ap        |             |             |
|  | FC Porto     | FC Porto     | 3            | 3            |             |             |             |             |             |             |
|  | FC Porto     | FC Porto     | 3            | 3            |             |             |             |             |             |             |

### Demi-finale
| 10 mai 2025 | SL Benfica                        | 2 - 3 ap | FC Porto                                          | Centro de Desportos e Congressos, Matosinhos |  |
|             | Roberto Di Benedetto · Zé Miranda |          | Ezequiel Mena · Rafael Costa · Carlo Di Benedetto |                                              |  |
|             | Rapport                           |          |                                                   |                                              |  |

| 10 mai 2025 | OC Barcelos                    | 3 - 1 | CE Noia      | Centro de Desportos e Congressos, Matosinhos |  |
|             | Miguel Rocha · Danilo Rampulla |       | Iván Morales |                                              |  |
|             | Rapport                        |       |              |                                              |  |

### Finale
| 11 mai 2025                               | OC Barcelos       | 1 - 1 ap                                                         | FC Porto           | Centro de Desportos e Congressos, Matosinhos |  |
|                                           | Miguel Rocha      |                                                                  | Carlo Di Benedetto |                                              |  |
|                                           | Rapport           |                                                                  |                    |                                              |  |
| Miguel Rocha · Pedro Silva · Luís Querido | Tirs au but 2 - 0 | Hélder Nunes · Eduard "Edu" Lamas · Gonçalo Alves · Rafael Costa |                    |                                              |  |